# Grigorij Kaminski
Grigorij Naumowicz Kaminski, właśc. Grigorij Hoffman; ros. Григорий Наумович Каминский, Григорий Гофман (ur. 20 października?/1 listopada 1895 w Jekaterynosławiu, zm. 10 lutego 1938 w miejscu egzekucji Kommunarka pod Moskwą) – rosyjski polityk komunistyczny żydowskiego pochodzenia, I sekretarz KC Komunistycznej Partii (bolszewików) Azerbejdżanu w latach 1920–1921, zastępca członka Komitetu Centralnego WKP(b) 1925–37, komisarz ludowy ochrony zdrowia RFSRR w latach 1934–1937, komisarz ludowy ochrony zdrowia ZSRR 1936–1937.

## Życiorys
Syn kowala Nauma, ukończył szkołę fabryczną i gimnazjum w Mińsku, 1913 wstąpił do SDPRR(b), od 1915 dwa lata studiował na Wydziale Lekarskim Uniwersytetu Moskiewskiego, studiów nie ukończył.
Po rewolucji lutowej i obaleniu caratu członek moskiewskiego komitetu obwodowego SDPRR(b), w marcu 1917 skierowany do Tuły, gdzie został członkiem Rady Delegatów Robotniczych i Żołnierskich. Delegat na VI Zjazd SDPRR z ramienia tulskiej organizacji, w latach 1918–1920 redaktor tulskiej gazety Kommunar i przewodniczący komitetu wykonawczego tulskiej rady gubernialnej. Podczas ofensywy Sił Zbrojnych Południa Rosji gen. Antona Denikina na Moskwę od sierpnia do grudnia 1919 przewodniczący komitetu wojskowo-rewolucyjnego guberni tulskiej i członek Rady Wojennej 2 Armii Zapasowej.
Po podboju Azerbejdżanu przez Armię Czerwoną w 1920 wysłany do Baku, gdzie był sekretarzem wykonawczym KC, od 24 października 1920 do 24 lipca 1921 I sekretarzem KC Komunistycznej Partii (bolszewików) Azerbejdżanu i przewodniczącym Rady Bakijskiej.
W 1922 przewodniczący zarządu „Chlebocentra”, w latach 1923–1929 zastępca przewodniczącego Wszechrosyjskiego Związku Kołchozów, w 1930 sekretarz Komitetu Miejskiego WKP(b) w Moskwie, w latach 1932–1934 przewodniczący komitetu wykonawczego obwodu moskiewskiego. Od 31 grudnia 1925 do 26 czerwca 1937 kandydat na członka KC WKP(b). Od 15 lutego 1934 do 15 marca 1937 ludowy komisarz ochrony zdrowia RFSRR, od 20 lipca 1936 do 25 czerwca 1937 ludowy komisarz ochrony zdrowia ZSRR.
W czasie wielkiej czystki był jednym z sygnatariuszy oficjalnego raportu medycznego po śmierci Serga Ordżonikidzego (podobno niechętnie). Już po drugim procesie moskiewskim (styczeń 1937), śmierci Sergo Ordżonikidzego, plenum lutowo-marcowym KC WKP(b), które zezwoliło na aresztowanie Bucharina i Rykowa i proklamowało masową czystkę, wkrótce po egzekucji wyższych oficerów Armii Czerwonej z marszałkiem Tuchaczewskim, w dniach 22–29 czerwca 1937 odbyło się niestenografowane plenum Komitetu Centralnego WKP (b), podczas którego wykluczono z KC dwunastu jego członków i zastępców, a Nikołaj Jeżow zażądał nadzwyczajnych pełnomocnictw dla NKWD. Kaminski razem z Josifem Piatnickim sprzeciwili się tym pełnomocnictwom i domagali się ustanowienia nadzoru nad NKWD, oskarżając NKWD o łamanie statutu partii poprzez aresztowanie członków KC bez jego uprzedniej formalnej zgody. Po wniosku Jeżowa o wotum nieufności wobec Piatnickiego, Kaminski razem z Nadieżdą Krupską głosował przeciw tej uchwale i bronił Piatnickiego przed wysuniętymi przez Jeżowa zarzutami o przedrewolucyjną współpracę z Ochraną. Kaminski w przemówieniu oskarżył ponadto Ławrientija Berię, wówczas członka KC i I sekretarza Komunistycznej Partii (bolszewików) Gruzji o to, że pod koniec I wojny światowej był w Baku agentem tajnej policji Demokratycznej Republiki Azerbejdżanu i musawatystą, związanym z wywiadem brytyjskim. Doszło do bezpośredniej ostrej wymiany zdań między Kaminskim a Stalinem.
W przerwie między posiedzeniami plenum 25 czerwca 1937 Kaminski został aresztowany przez NKWD. 8 lutego 1938 skazany na śmierć przez Kolegium Wojskowe Sądu Najwyższego ZSRR z zarzutu o udział w kontrewolucyjno-terrorystycznej organizacji prawicy. 10 lutego 1938 rozstrzelany w miejscu egzekucji Kommunarka i tam pochowany anonimowo.
2 marca 1955 pośmiertnie zrehabilitowany. Wystąpienie Kaminskiego z 1937 przywołał Nikita Chruszczow w czasie XX Zjazdu KPZR w 1956 w tajnym referacie. Jego imieniem nazwano ulicę w Tule.